# Stadtwerke Hanau
Die Stadtwerke Hanau GmbH ist ein lokales Versorgungsunternehmen in der Stadt Hanau im Main-Kinzig-Kreis in Hessen. Die Versorgungsleistungen umfassen die Lieferung von Strom, Erdgas, Wärme und Trinkwasser.

## Geschichte

### Gasversorgung
Die Energieversorgung der Stadt Hanau beginnt im Zeitalter der Industrialisierung und dem Anschluss Hanaus an die Eisenbahn 1848. Im selben Jahr erhielt der Unternehmer Herrmann Pabst die Genehmigung, außerhalb der Stadt vor dem Nürnberger Tor eine Gasbereitungsanstalt zu errichten. Auf dem Grundstück an der Leipziger Straße befindet sich noch heute der Hauptsitz der Stadtwerke Hanau.
Pabst ließ das erzeugte Gas mit dem Pferdewagen an die Kunden ausliefern. Aufgrund mangelnden wirtschaftlichen Erfolges musste er das Werk zwei Jahre später an Heinrich Friedrich Ziegler verkaufen. Dieser ließ in den Straßen der Innenstadt gusseiserne Rohre zur Einrichtung einer Gasbeleuchtung verlegen. Später kamen auch Hausanschlüsse hinzu, wobei der Kundenkreis vorwiegend Geschäfts- und öffentliche Räume, besonders Gaststätten umfasste.
1870 kaufte die Stadt Hanau die Gasfabrik von Ziegler und betrieb sie als städtisches Gaswerk. Die Anlage wurde mehrfach umgebaut, so etwa 1909/1910, als nach nur neun Monaten währender Bauzeit eine moderne Kammerofen-Anlage mit großem Kohle-Silo in Betrieb ging. Architekt war Hans Seyffert, Berlin. Das Gaswerk erhielt 1919/20 Anschluss an die Hanauer Industriebahn. Am 12. Dezember 1944 wurde es bei einem Großangriff der U.S. Army Air Forces auf den Hauptbahnhof und die umliegenden Industriegebiete zerstört. Damit endete die eigene Gasproduktion.

### Trinkwasser
Die Wasserversorgung der Stadt Hanau erfolgte in der Neuzeit vorwiegend über private und öffentliche Brunnen, die von der Kinzig gespeist wurden, welche die Kernstadt an drei Seiten umgibt. Der Apotheker Wilhelm Carl Heraeus bemerkte 1873 in einer Abhandlung, dass das Wasser von sehr schlechter Qualität sei. Eine seit 1750 bestehende Wasserleitung aus Wachenbuchen war seit 1845 nach einer Überschwemmung verstopft, die Wiederherstellungsversuche wurden 1853 aufgegeben. Es dauerte bis ins Jahr 1889, als die Stadt zwei Grundstücke in der Dörnigheimer Gemarkung erwarb und drei Brunnen, Wasserwerk und -turm errichten ließ. Parallel wurde in der Neustadt mit dem Bau des Leitungsnetzes begonnen. Das Wasserwerk wurde 1890 in Betrieb genommen. Notwendigerweise begannen 1891 auch die Arbeiten zur Kanalisierung der Stadt.

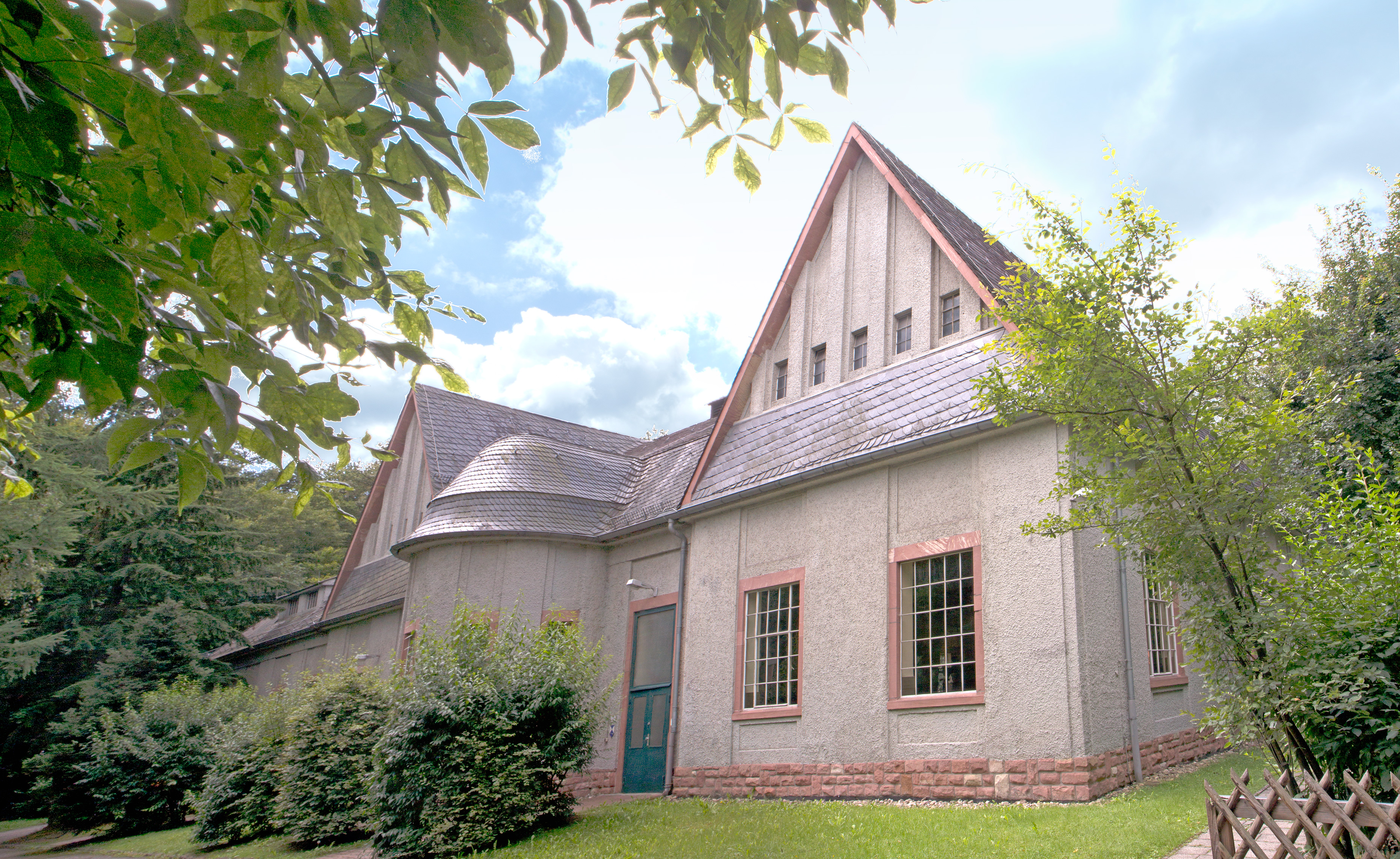
Ehemaliges Wasserwerk III in Wilhelmsbad, Betriebsgebäude

Bereits 1897 war die Kapazität des Wasserwerks I erschöpft. Im folgenden Jahr begann die Projektierung eines zweiten Wasserwerks an der Leipziger Straße 79. Es erhielt ein zweistöckiges Gebäude im Villenstil, entworfen von Stadtbaurat Thyriot. Mit dem Anschluss Kesselstadts 1907 und der gleichzeitigen Verlegung zweier Eisenbahn-Regimenter nach Hanau war der Wasserverbrauch erneut so stark gestiegen, dass an der Burgallee ein weiteres Wasserwerk, das Wasserwerk III erbaut werden musste (1911/12). 1922 wurde von der ehemaligen Pulverfabrik Wolfgang das Wasserwerk Wolfgang II (nahe Großkrotzenburg) übernommen und als Wasserwerk IV weitergeführt.

### Stromerzeugung
Der Stadtrat beschloss 1887, ein städtisches Elektrizitätswerk zu errichten. Es lieferte im November 1898 den ersten Strom. Der Standort des Elektrizitätswerkes befand sich in der Leipziger Straße hinter dem Gaswerk. Einer der ersten Kunden war das Hotel Zum Riesen am Heumarkt. Auch städtische Gebäude wie das Stadtschloss, Stadttheater, das Neustädter Rathaus, die Schulen und das Krankenhaus wurden bald an das Stromnetz angeschlossen. Ein weiterer großer Abnehmer war die Hanauer Straßenbahn, die im Jahr 1908 ihren Betrieb aufnahm.
Die eigene Stromerzeugung fand mit der Kanalisierung des Mains und dem Bau der Staustufen ihr vorläufiges Ende. Ab 1921 bezog Hanau den Strom aus den Turbinen der Staustufe Kesselstadt (heute Staustufe Mühlheim). Das Elektrizitätswerk wurde zur Umspannstation umgebaut; diese wurde beim Luftangriff auf Hanau am 19. März 1945 zerstört.

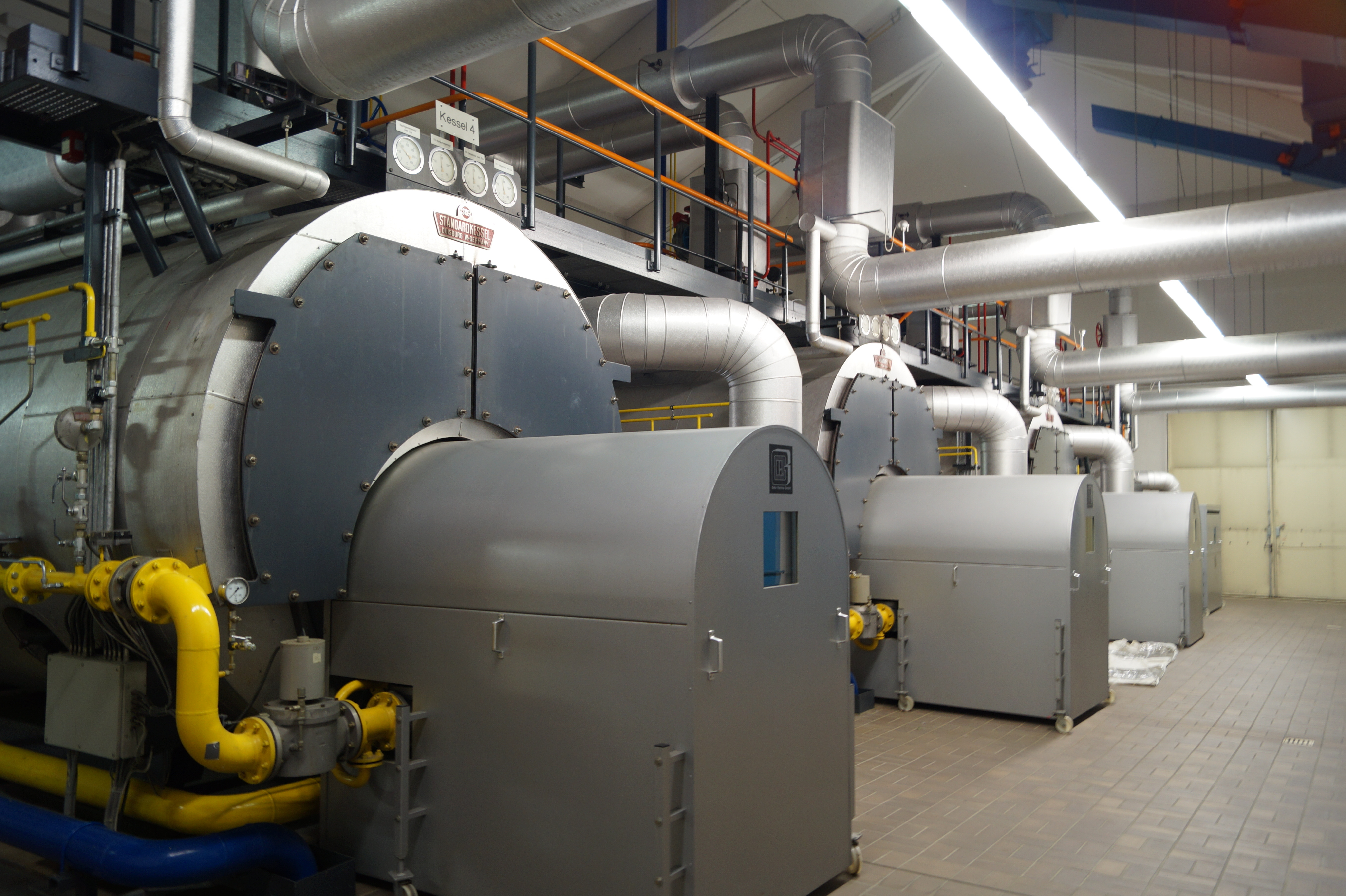
Kesselhaus im Heizwerk Wolfgang (2015)

### Fernwärme
Der Wunsch nach optimaler Energienutzung durch Kraft-Wärme-Kopplung führte in den 1960er Jahren dazu, die Energieversorgung eines neuen Stadtteils, der Hanauer Weststadt, auf Fernwärme auszurichten. Die Versorgung begann im Frühjahr 1966 zunächst mit mobilen Heizanlagen, ab September 1969 eine stationäre Anlage. Aufgrund der weiteren Bebauung wurde ein eigenes Blockheizkraftwerk errichtet, das 1982 seinen Betrieb aufnahm, weitere Anlagen folgten.
Kostenintensive Erneuerungsmaßnahmen führten später dazu, Fernwärme auch aus dem Kraftwerk Staudinger bei Großkrotzenburg zu beziehen, das schon Teile Hanaus und Großkrotzenburgs versorgte. Im August 2003 wurde eine 3,2 km lange Transportleitung von der Innenstadt zur Weststadt verlegt.

### Zusammenführung der Unternehmensbereiche
Im Jahr 1978 wurden die städtischen Versorgungsbetriebe zusammengeführt und zur heutigen Stadtwerke Hanau GmbH umgewandelt. Im gleichen Jahr erfolgte der Zusammenschluss mit der Stadtwerke Großauheim GmbH. Das Elektrizitätswerk im Stadtteil Großauheim wurde anschließend zu einem Museum mit industriegeschichtlichem Schwerpunkt umgewandelt.
Seit 2003 besteht eine Partnerschaft mit der Mainova AG, die 49,9 % der Stadtwerke Hanau hält.

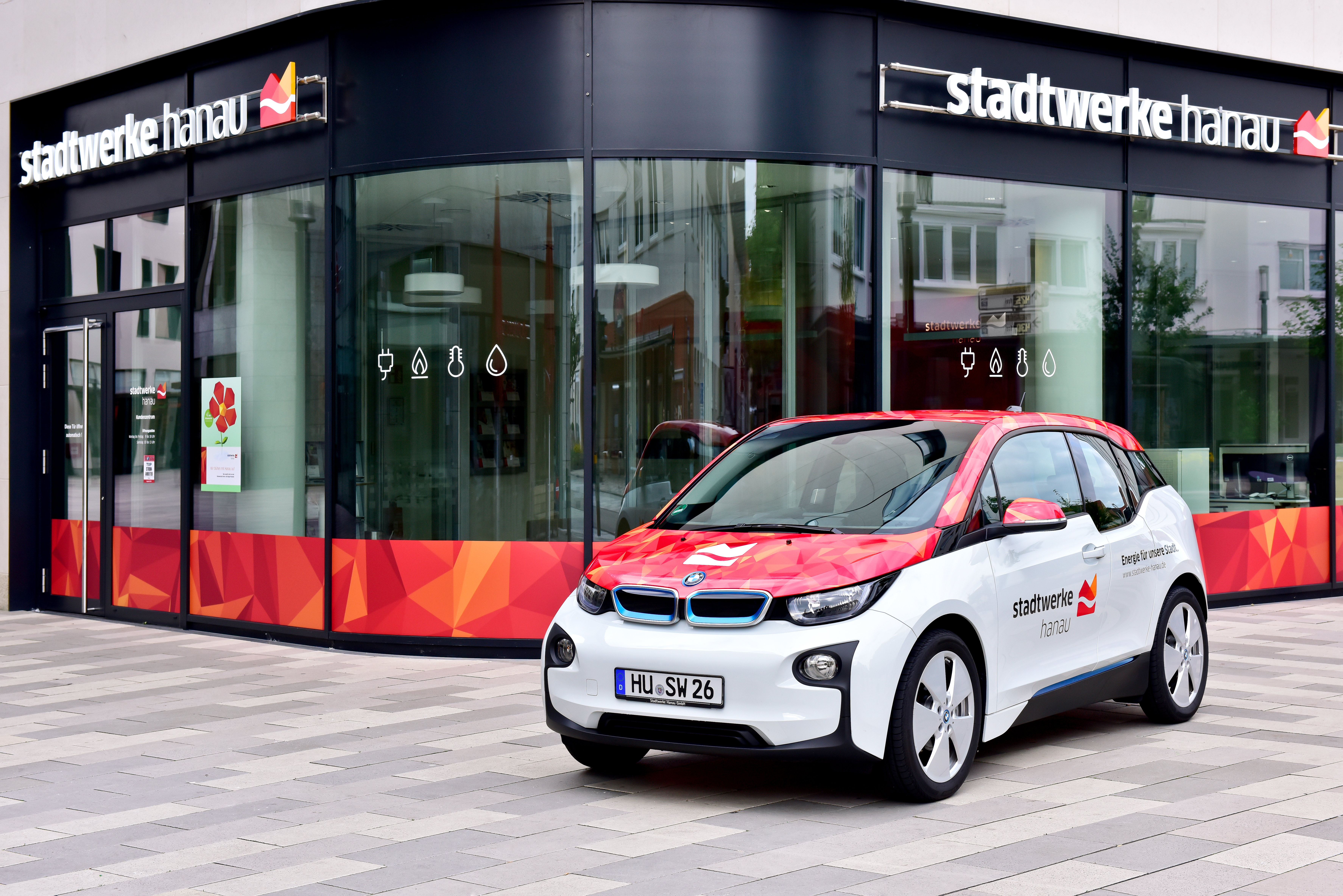
Kundenzentrum am Freiheitsplatz Hanau (2020)

## Heutige Betriebsbereiche
- Trinkwasser wird heute von den Stadtwerken in sechs Wasserwerken gefördert, was den Verbrauch der Stadt zu etwa 75 % deckt. Das darüber hinaus benötigte Trinkwasser kommt aus dem Spessart, dem Vogelsberg oder dem Landkreis Offenbach. Das Wasserleitungsnetz in Hanau besitzt zurzeit eine Länge von 358 km.
- Strom wird zu 96 % dem Verbundnetz entnommen. Die Stadtwerke betreiben in und um Hanau diverse Blockheizkraftwerke. In jüngerer Zeit sind zahlreiche Photovoltaikanlagen hinzugekommen.[13] Ende 2018 hatte das Stromnetz der Stadtwerke Hanau eine Länge von 946 km.
- Die Stadtwerke Hanau beziehen Erdgas heute aus dem Verbundnetz. Das Leitungsnetz vor Ort besitzt eine Gesamtlänge von 329 km.
- Fernwärme beziehen die Stadtwerke Hanau aus eigenen Blockheizkraftwerken und dem Kraftwerk Staudinger. Sie betreibt ein Fernwärmenetz mit einer Länge von 71,1 km, das die Stadt Hanau versorgt.[14]

## Unternehmensstruktur
Die Stadtwerke Hanau GmbH befindet sich zu 50,1 % im Besitz der BeteiligungsHolding Hanau GmbH (eines zu 100 % der Stadt Hanau gehörigen Unternehmens) sowie zu 49,9 % der Mainova AG.
Beteiligungen besitzen die Stadtwerke Hanau an der Hanau Netz GmbH  (90,0 %), der PionierWerk Hanau GmbH (49,9 %), der NRM Netzdienste Rhein-Main GmbH (10,0 %), der Mainova Gemeinschaftswindpark Hohenahr GmbH & Co. KG (2,5 %), der Gas-Union GmbH (1,82 %) und der Syneco GmbH & Co. KG (1,26 %).

## Kritik
Die Stadtwerke Hanau wurden von verschiedenen Organisationen im Rahmen einer Kampagne für ihre Mitgliedschaft im Lobbyverband „Zukunft Gas e.V.“ kritisiert. Zu den Organisationen gehörten unter anderem das Umweltinstitut München, Greenpeace und Lobbycontrol. Lobbycontrol kritisierte, dass durch die Mitgliedsbeiträge von Stadtwerken der Lobbyverband mit einem Jahresbudget von 10 Mio. Euro im Auftrag der Gasindustrie die vermeintlich positive Rolle des fossilen Brennstoffs Erdgas für den Klimaschutz bewirbt. Die Linke in Hanau kritisierte, dass die Mitgliedschaft bei Zukunft Gas dem formulierten Ziel der Klimaneutralität der Stadt Hanau 2040 im Weg steht. Sie haben dazu einen entsprechenden Antrag zum Austritt aus dem Lobbyverband in der Stadtverordnungsversammlung gestellt, welcher allerdings abgelehnt wurde.